# Jorge Debravo
Jorge Debravo (1938-1967) est un poète costaricien.

## Biographie
Il naquit le 31 janvier 1938 à Guayabo de Turrialba à Cartago, province de Costa Rica à l'époque, sous le nom de Jorge Delio Bravo.
Il grandit dans une famille de paysans humbles, travaillant depuis son enfance à mi-temps pour aider sa famille. Même ainsi, dès le plus jeune âge, il montra de un goût enthousiaste pour les études.
Une anecdote populaire raconte que sa mère lui a appris à écrire sur des feuilles de bananier et qu'il s'est acheté  un dictionnaire avec ses propres économies.
Il fit ses études en primaire à l'école de Santa Cruz, où sa professeure l'aide à obtenir une bourse de l'Union d'éducation, qui lui permit de terminer le primaire dans la ville de Turrialba, alors qu'il avait déjà 15 ans (l'âge normal était de 12 ans).
Il suivit le secondaire au lycée Clodomiro Picado. Des difficultés financières l'obligèrent à abandonner ses études pour chercher du travail à la Caisse Costaricienne de la Sécurité Sociale 
(C.C.S.S.), à 17 ans. C'est à cette période qu'il commence à publier dans le journal El Turrialbeño en compagnie de plusieurs jeunes de sa province.
Il avait 21 ans en 1959 quand il épousa Margarita Salazar. il fonda la même année le Cercle de Poètes de Turrialba.
En 1960 et 1961 naquirent ses enfants Lucrecia et Raimundo. Cette année, il fut promu inspecteur de la C.C.S.S. et dut pour cela déménager avec sa famille à  San Isidro de El General puis à Valle Central (Heredia et San José), où il fonda le Cercle des Poètes Costaricains.
Toutes ses activités littéraires vinrent rajeunir la littérature costaricienne, rendant possible ce que certains appellent une période d'avant-garde littéraire.
En 1965, il finit ses études secondaires.
Il étudia le journalisme par correspondance et fit d'autres études de manière autodidacte. Il lisait constamment ses livres favoris d'auteurs comme Pablo Neruda, César Vallejo, Amado Nervo, Miguel Hernández, Gustavo Adolfo Bécquer et Walt Whitman.
Jorge Debravo mourut à 29 ans, le 4 août 1967, alors qu'il voyageait à motocyclette pour son travail. On dit qu'un conducteur en état d'ébriété le percuta.
Le 31 janvier, jour de sa naissance, fut décrété au Costa Rica Jour national de la poésie
.

## Œuvres
Ses origines modestes lui permettaient d'approcher facilement les travailleurs dans son travail d'inspecteur. Sa poésie se caractérise par une grande préoccupation pour les questions sociales, avec de grands thèmes récurrents comme la pauvreté, la marginalité et l'armement dans le monde.
- Milagro abierto, 1959
- Vórtices (posthume), 1959
- Bestiecillas plásticas, 1960
- Consejos para Cristo al comenzar el año, 1960
- Madrigalejos y madrigaloides (inédit), 1960
- Romancero Amargo (Inédit), 1960
- Nueve poemas a un pobre Amor muy humano (inédit), 1960
- Algunas Muertes y otras cosas recogidas en la tierra (inédit), 1961
- El grito más humano (inédit), 1961
- Devocionario del amor sexual, 1963
- Letras en tinta negra (inédit), 1963
- Poemas de Amor para leerlos en la noche (inédit), 1963
- Aquí también se sufre (inédit), 1964
- Poemas terrenales, 1964
- Digo, 1965
- Nosotros los hombres, 1966
- Canciones cotidianas (posthume), 1967
- El canto absurdo (inédit), 1965
- Tierra Nuestra (inédit), 1965
- Canciones de Amor y Pan, (inédit), 1965
- Los nuevos ojos (inédit) 1966-1967
- Los Despiertos (posthume), 1972
- Guerrilleros (posthume), 1987